# Roger Clinton Sr.
Roger Clinton Sr. (23 juillet 1908 - 8 novembre 1967) était un vendeur de voitures américain. Il est le premier beau-père de l'ancien président américain Bill Clinton, alors âgé de quatre ans, après avoir épousé la mère de Bill, Virginia, en 1950,,. Roger et Virginia divorcent en 1962, mais se remarient peu après, Bill adoptant alors le nom de famille Clinton,.

## Biographie
Roger Clinton est né dans le comté de Yell, en Arkansas, fils d'Allen W. Clinton (26 août 1880 - 14 juin 1965) et d'Eula Cornwell (29 mai 1882 - 10 octobre 1975), propriétaire de la concession Buick locale qu'il dirigeait avec son frère et un ami, Earl T. Ricks,, décrit plus tard par Bill Clinton comme " un bel homme de Hot Springs, en Arkansas, deux fois divorcé, qui a fait de l'enfer ". En 1950, il épouse Virginia Blythe, la mère du futur président, dont le premier mari est mort dans un accident de voiture en 1946, trois mois avant la naissance de leur fils Bill,,. Roger Clinton et sa famille vivent à l'extrémité sud de Hope. Finalement, Clinton vend la concession Buick et déménage, avec sa famille, dans une ferme de quatre cents acres à quelques kilomètres à l'ouest de Hot Springs. Après environ un an à la ferme, vers 1955, ils déménagent à Hot Springs. En 1956, ils donnent naissance à leur unique enfant, Roger Clinton Jr. à Hot Springs.
Roger et Virginia divorcent en 1962, mais se remarient quelques mois plus tard, après quoi son beau-fils prend le nom de famille Clinton au palais de justice du comté de Garland, notamment parce que son beau-fils voulait que lui et son frère aient le même nom de famille à l'école. Bill Clinton a également déclaré qu'il l'avait finalement adopté par respect pour son beau-père. Il a écrit, dans My Life (Ma vie), "Peut-être même que je voulais faire quelque chose de bien pour papa",. Roger Clinton a été appelé "papa" dans les mémoires présidentielles de Bill Clinton, My Life.

### Vie postérieure
Roger aurait souffert d'alcoolisme et aurait été violent envers sa famille,. Bien que Bill aimait son beau-père, l'alcoolisme de Roger, ses jeux d'argent et les mauvais traitements qu'il infligeait à sa mère et à son demi-frère ont conduit Bill à intervenir à plusieurs reprises par la force physique, ce qui a entraîné à chaque fois l'arrestation de son beau-père. Bill Clinton s'est réconcilié avec son beau-fils lorsqu'il est venu de Georgetown en voiture pendant plusieurs week-ends pour lui rendre visite au Duke Medical Center de Durham, en Caroline du Nord, après qu'il soit tombé malade,,. Après un voyage de quelque 330 km, Bill finira par pardonner à Roger ses actes abusifs en tant que beau-père,. La maladie de Roger réapparaît plus tard à l'automne 1967. Après un séjour à l'hôpital, il demande à rentrer chez lui pour y mourir. Roger Clinton meurt d'un cancer à l'âge de 59 ans en 1967.

## Sources
- (en) Cet article est partiellement ou en totalité issu de l’article de Wikipédia en anglais intitulé « Roger Clinton Sr. » (voir la liste des auteurs).